# Egon Klepsch
Egon Klepsch, né le 30 janvier 1930 à Bodenbach, Tchécoslovaquie (aujourd'hui Podmokly, République tchèque) et mort le 18 septembre 2010 à Coblence (Allemagne), est un homme politique allemand membre de l’Union chrétienne-démocrate (CDU) et du Parti populaire européen (PPE). Il a été président du Parlement européen de 1992 à 1994.

## Biographie
Après la Seconde Guerre mondiale, Egon Klepsch a dû quitter la région des Sudètes et émigrer en Allemagne. En 1949, il obtient sa maturité à Magdebourg et commence des études d'histoire et de géographie à Rostock. Il les termine à Marbourg en 1954 avec un travail de diplôme consacré à la politique vis-à-vis de la Russie de Gustav Stresemann. De 1959 à 1965, il enseigne la politique internationale au sein de la Bundeswehr.
De 1963 à 1969, Klepsch est président des Junge Union, les associations de jeunesse de la démocratie-chrétienne. De 1964 à 1970, il préside l'Union internationale des jeunes démocrates-chrétiens d'Europe. En 1965, il travaille pour la campagne électorale de Ludwig Erhard. La même année, il est élu député au Bundestag, la chambre basse du parlement allemand, où il reste jusqu'en 1980.
En 1973, il devient membre du Parlement européen. Il y préside le groupe du Parti populaire européen de 1977 à 1982 et de 1984 à 1992. En 1992, il est élu pour deux ans à la présidence du Parlement avec le soutien des conservateurs et des sociaux-démocrates. En 1994, il démissionne du Parlement européen et devient conseiller auprès de la Deutsche Vermögensberatung.
De 1989 à 1997, Egon Klepsch a été président de la section allemande de l'Union des fédéralistes européens. Il a été nommé président d'honneur en 1997.

## Décorations
- Grand-croix de l’ordre du Mérite de la République fédérale d'Allemagne ( Allemagne)
- Compagnon d'honneur avec collier de l'ordre national du Mérite ( Malte)